# マーク・クルーン
マーク・ジェーソン・クルーン（Marc Jason Kroon、1973年4月2日 - ）は、アメリカ合衆国・ニューヨーク州出身の元プロ野球選手（投手）。

## 経歴

### プロ入り前
アメリカ合衆国ニューヨーク州ニューヨーク市ブロンクス区出身。

### MLB時代
1991年にドラフト会議でニューヨーク・メッツから2巡目72位指名を受けて入団。速球派投手として知られ、プロ5年目のサンディエゴ・パドレス傘下AA級メンフィス所属時には最高球速101 mph/h（約163 km/h）を記録した。その後もしばしば160 km/hを記録したものの、制球が悪く、また肘を壊しメスを入れたことで、メジャーから声がかからず、日本に出場機会を求めた。
2004年11月26日、NPBの横浜ベイスターズに入団することが発表された。。当初の契約は2005年のみの1年契約で、年俸は40万ドル（約4120万円）。横浜は当初、クルーンをセットアッパーとして起用することを構想していた。

### 横浜時代
2005年は現役時代抑えを務めた監督の牛島和彦が「クローザーとして必要な事を」を直伝、さらにフォームを修正したことで投球に安定感が出て、クルーンは「日本で成功収めることができたのは牛島監督のおかげ」と述べている。当初はセットアッパーとして起用されたが、佐々木主浩が離脱したのをきっかけに抑えを務めるようになった。この年の登場テーマ曲にはプライベートで面識のあるダディー・ヤンキーのレゲトンミュージックである「Gasolina」を使用した（選曲はスタジアムDJの栗原治久）。
はじめて9回にセーブのつく場面で登板した際には佐々木の登板を期待していたファンらは静まり返ったが、佐々木はメディアの前で「クルーンを応援してあげて」とフォローし、クルーンにも「気にすることはない」と声をかけたという。翌日から守護神としてマウンドに上がるクルーンには歓声が送られ、後に「それ（佐々木の手助け）があったからいまの自分がいる」と振り返っている。
このエピソードからもわかるように来日当初は佐々木からよく面倒を見てもらっており、自身がマイナーリーグに所属していた頃にメジャーで活躍していた佐々木を尊敬し「ササキサン」と敬称で呼んでおり「俺はササキサンが帰ってくるまでストッパーを頑張るだけさ！」が口癖だったという。日本球界を離れたあとも、日本での6年間で最も影響を受けた人物として牛島と佐々木の名前を上げており、彼らのおかげで活躍出来たと語っている。佐々木はクローザーを任されていたものの、次第にリリーフに失敗する機会が多くなり、2005年8月に地元・仙台での読売ジャイアンツ（巨人）戦を最後に現役引退をしたが、その時に涙を浮かべてマウンドを降りる佐々木に真っ先に駆け寄っている。
2006年は抑えに定着。しかし9月7日の対広島東洋カープ戦（下関球場）で左臀部を負傷、12日に登録抹消された。登録抹消は来日2年目で初めてのことで、負傷明けの9月20日に対千葉ロッテマリーンズ戦（イースタン・リーグ）で登板、岸本秀樹→クルーン→松家卓弘→岡本直也のリレーでノーヒットノーランを記録している。なお、クルーンが湘南シーレックスで登板したのはこの1試合のみ。
2007年はチームの復調もあって開幕から好調をキープ。内転筋痛や股関節痛などを抱えてシーズン終盤は息切れしたものの、3勝1敗31セーブの好成績を収めた。この年のチームはクルーンが登板した試合は39勝3敗1分と好成績を挙げており「クルーンが投げるとチームは勝つ」というジンクスが生まれた。シーズン最終登板となった10月8日の対東京ヤクルトスワローズ23回戦（横浜スタジアム）では球速161 km/hをマークするなど圧巻の投球を見せ、試合後のヒーローインタビューでも「来年もベイスターズのユニフォームを着てプレーしたい」と涙ながら語った。
しかし、オフの契約交渉でクルーンは2008年から2009年までの2年契約を要求した一方、球団側は金銭面では2年総額5億円+出来高払いの契約条件を提示した一方、クルーンの肘や股関節の故障に不安を感じていたことから、1年目（2008年）の成績に応じて2年目（2009年）の契約を保証するという条件も提示しており、契約交渉は難航した。クルーンの要求に対し、球団が対抗してクルーンの故障（遊離軟骨）を『スポーツニッポン』にリークして低年俸を要求するなど小競り合いが泥沼化し、横浜退団が決定的となった。球団側は11月16日にクルーンとの残留交渉打ち切りを決め、11月30日付で自由契約が公示されると、12月4日にはホームページに東京ドームの写真が掲載され、この時点で横浜退団・巨人入団が決定的となった。
12月5日、読売ジャイアンツと契約したことを発表。契約期間は1年間で球団側が2年間の延長を選択できるオプションを持つ。契約金は5000万円で年俸は3億円（金額はすべて推定）。背番号は横浜時代と同じ42となった。

### 巨人時代
2008年は先発に復帰する上原浩治に代わってクローザーを務める。4月3日の対中日ドラゴンズ戦（東京ドーム）で移籍後初セーブを挙げる。4月27日の対阪神タイガース戦（阪神甲子園球場）では9回裏に1点リードで登板するが、満塁で新井貴浩に押し出し四球を与えてしまい、サヨナラ負けを喫してしまう。なおこの際、四球の判定をめぐって友寄正人に暴言を吐き試合終了後に退場処分を受ける。9月13日の対ヤクルト戦では球団新記録となる33セーブ目を挙げた。優勝が決定した10月10日の対ヤクルト戦では9回裏2アウトから登板し、青木宣親を2球でセカンドゴロにしとめ、優勝決定戦を締めくくった。このシーズンは41セーブを挙げ、来日4シーズン目にして初の最多セーブ投手のタイトルを獲得、移籍1年目で優勝に貢献した。巨人からの最多セーブ投手輩出は、1993年の石毛博史以来15年ぶり。
2009年は故障に苦しみ数度の登録抹消を経験したものの、46試合登板で1勝3敗27セーブ・防御率1.26とチームの優勝に貢献。被本塁打は1本、自責点は7に抑えた。9月1日の対横浜ベイスターズ戦で、登板前にユニフォームを忘れ、香田勲男（1軍投手コーチ）の背番号72のユニフォームを付けて出場した。9月23日の対中日戦で3年連続リーグ優勝を決め、自身は2年連続の胴上げ投手となった。クライマックスシリーズ・日本シリーズでも守護神の役割を果たし、7年ぶりの日本一に貢献した。
2010年は夏場に故障で離脱した他、被本塁打が5本、自責点が24点と、いずれも前年より大幅に増加するなど、打ち込まれる試合が増えた。7月18日の対横浜戦では、3打席連続四球後にブレット・ハーパーに逆転サヨナラ満塁本塁打を浴びるなど、自身の乱調により星を落とす試合が目立つようになった。また8月18日には、ナゴヤドームでの試合前練習中に「つばを吐きかけられた」とファンに対して激怒するトラブルがあった。9月に入ると、セーブが付く最終回で乱調になると途中降板し、山口鉄也や越智大祐などのセットアッパーがクローザーを務める試合も多くなった。シーズン最終戦の10月8日の対ヤクルト戦では勝てば2位・敗れば3位となり、4-3での9回表に登板するが、2死から畠山和洋に同点適時打を浴びると、10回表には失策と四球で2走者を出塁させて降板。その後を受けた高木康成が川本良平に決勝3ランを浴びて敗戦、シーズン3位に終わった。最終的には25セーブを挙げたものの、防御率は4点台と大幅に悪化してシーズンを終えた。度重なる救援失敗からクライマックスシリーズではファーストステージではチームはストレートの2連勝でファイナルステージに進出したが、抑えは山口鉄也に譲った。さらにファイナルステージでは初戦と第4戦に中継ぎとして登板した。いずれも無失点だったが、同ステージ唯一の勝ち試合でセーブがつく場面でもあった第3戦には登板しなかった。結局、この年の巨人は打線は文句なしの成績を挙げたが投手陣が不振で、先発投手では13勝を挙げたものの後半打ち込まれた東野峻、同様に後半不振で一時中継ぎ降格となった内海哲也、前年15勝のディッキー・ゴンザレスは5勝止まりで、先発投手の崩壊やクルーン自身の度重なる救援失敗で勝ち試合を落とす等、リーグ4連覇を逃すと同時に日本シリーズ進出も逃した。衰えが見えたことに加え、シーズン終盤に「自分が投げる時には、2・3点差がついていると嬉しい」と発言した事を報道陣から伝え聞いた渡辺恒雄主筆が「自分が出てきたら、どんな状況であれ仕事をするのが抑えじゃないのか。それなのに野手たちにそんな要求をして、安定もしないのに抑えたらポーズ（後述）を決めて自分の手柄だ。いくら受け取っていると思っているんだ。クルーンはもういらんよ。」と激怒して批判した事もあり、巨人は翌シーズン以降の契約は更新しない事を通告。12月2日に退団が発表された。
巨人では2003年以降抑え投手が固定できず、優勝できずに苦しんだこともあったが、2008年の入団後、2009年や2010年には故障離脱や不調があったものの3年連続で巨人は抑えを固定することができた。クルーン加入後の2008年と2009年もチームはリーグ優勝し、リーグ3連覇を達成した。また、2009年は日本一も達成した。抑えを固定できたことでリリーフ陣も安定し、巨人は不振から脱出できたといえる。最終年の2010年は防御率4点台と不振だったものの、25セーブを挙げるなどそれなりに抑えの役割を果たしていた。しかし、この年が日本での最後のシーズンとなった。

### ジャイアンツ傘下時代

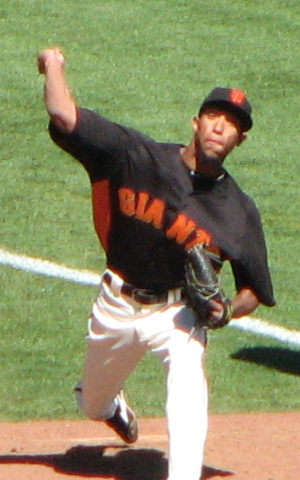
2011年

2011年1月24日、サンフランシスコ・ジャイアンツとマイナー契約を結ぶ。スプリングトレーニングに招待選手として参加したが、この年はメジャーに昇格することはなく、傘下のAAA級フレズノで過ごし、49試合の登板で2勝5敗20セーブ、防御率5.11、WHIP1.64を記録。オフにFAとなった。

### 引退後
2012年2月19日に現役引退を表明した。
2017年6月に約7年ぶりに来日し、DeNAのトークイベントに出演。この来日の際の雑誌のインタビューによると、仕事をせずに悠々自適のセカンドライフを送っている模様。

## 選手としての特徴
スリークォーターから（当時の）日本プロ野球記録である最速162km/hを誇るストレートと最速151km/hで落ちるフォークボール（スプリット）、カットボールを武器とする。
金本知憲は印象深い投手にクルーンの名前を挙げ「速球を狙って2球連続で空振りしたのはクルーンだけ」と発言。
荒れ球投手である上、落差の大きいフォークボールを決め球としていることから、四球や暴投、ワンバウンドも多かった。その上、ピンチのシーンになると頭に血がのぼり我を忘れる事も多く、解説者からはしばしば「安定感が無い」「落ち着いて見ていられない」と言われる。一部のスポーツ紙では「クルーン劇場」と評されていた。
古田敦也は「オールスターでしか捕った事ないけど」と前置きしながらも「シュートする汚い回転のストレート」「ミットの芯を外すので受けていて嫌だった」と振り返っている。
最後のアウトを取って試合に勝利した瞬間、両腕を頭上に上げて天を見上げるパフォーマンスを披露していた。

## 人物
日本での愛称は「タカユキ」。これは、横浜時代にチームメイトだった内川聖一と村田修一が名付けたもの。
背番号42に関して本人は「日本では不吉で縁起の悪い番号とされていることは知っているが、自分は4月2日生まれであること、（黒人選手の元祖である）ジャッキー・ロビンソンの番号であることから、この番号を気に入っている。特にアメリカではもう42を付けることができない（全球団共通の永久欠番に指定）ため、日本で番号を着けさせてもらえるのは大変光栄だ」とコメントしている。
ファンサービスに熱心に取り組んでおり、横浜スタジアムでの試合前には内野客席からファンが求めるサインに快く応じる姿が目撃される。クルーン本人の弁によれば、少年時代にニューヨーク・ヤンキースの選手にサインを求めたが断られた経験があり、その時「僕がプロ野球選手になったら子供たちにサインをしてあげよう」と誓ったためだという。アルファベットで書く通常のサインの他に、漢字で「狂雲（くるうん）」と書くサインもあり、本人も気に入っている。
日本語もある程度話すことができ、横浜時代バッテリーを組んでいた相川亮二捕手とは相川が英語で喋るとクルーンが日本語で返すという変わったコミュニケーションをとっていた。また、ダチョウ倶楽部・上島竜兵の持ちギャグで、帽子をとって回転させて「くるりんぱ」と言うギャグをすることがあった。プライベートでも日本人選手との親交も多いという。
かなりの偏食で、マクドナルドのハンバーガーが好物。札幌ドームに遠征に行った際にはマクドナルドがなかったというだけで激怒しこともあるが、それは「マックを取り上げられては、本領を発揮できない!」という怒りであったと思われる。食事はステーキ、スパゲティ、ピザのローテーションとインタビューで語っていた。日本食はほとんど食べられないが牛丼だけは例外で、巨人の宮崎キャンプのテーブルにも、毎日延々とスパゲティミートソースとステーキが並べられていたという。横浜スタジアムの関係者食堂には「クルーン・ミートソース」という、通常の半分量にした専用メニューのミートソーススパゲティがあり、巨人移籍後も試合で横浜スタジアムに来る度に食べにきていたという。その横浜スタジアムでの試合時は徒歩でスタジアム入りしていため、最寄駅の関内駅周辺に出没する事でも有名だった。
新庄剛志が着用していた襟付きアンダーシャツの所持者であり、珍しい野球グッズを集めるのが趣味。
右肩には漢字の「信」を象ったタトゥーが彫られている。
マライア・キャリーの大ファンである。ドレッド好き。
自身のグローブが他人に触れられるのを極端に嫌う。
食事で焼肉に行った際は、通訳が「（クルーン）専用の網を用意した方がいい」と言うほどの焼肉奉行で、自分の段取り通りにならないと気が済まなかったらしい。

### 速球に関する記録
| 日付          | 対戦相手                     | 場所                       | 打者     | 備考 |
| ------------- | ---------------------------- | -------------------------- | -------- | --- |
| 2005年5月11日 | 東北楽天ゴールデンイーグルス | フルキャストスタジアム宮城 | 高須洋介 | 1球目に最速タイとなる158 km/h、2球目に最速の159 km/hを記録。 |
| 2005年7月19日 | 阪神タイガース               | 阪神甲子園球場             | 赤星憲広 | 12回裏1死からへの6球目に新記録となる161 km/hをマーク。赤星は試合後に「次（に来た150キロ）のストレートがチェンジアップに見えた」とコメントしている。 続く鳥谷敬の初球に160 km/hを記録。                                                         |
| 2005年8月3日  | 阪神タイガース               | 横浜スタジアム             | 金本知憲 | 9回2死から登板し160 km/hを2回連続で記録した。 |
| 2005年8月11日 | 読売ジャイアンツ             | 東京ドーム                 | 堀田一郎 | 3球目に162 km/hを計測。 しかし、打球速度の誤表示として記録更新は認められなかった。試合後にクルーンは「（162 km/hは）あんなに遅いのか」と語っている（東京ドームではピッチャーライナーの打球速度が誤って表示されることが他の球場に比べて多い）。 |
| 2006年7月21日 | オールスター第1戦            | 明治神宮野球場             | 里崎智也 | オールスター史上最速となる159 km/hを記録するが痛打される。 |
| 2006年7月23日 | オールスター第2戦            | サンマリンスタジアム宮崎   | 川﨑宗則 | 3球目に160 km/hを記録し、オールスター記録更新（結果は死球）。 |
| 同上          | 同上                         | 同上                       | 中島裕之 | 3球目に160 km/hを記録し空振り三振に抑えた。 |
| 2008年4月8日  | 横浜ベイスターズ             | 横浜スタジアム             | 内川聖一 | 5球目に160 km/hを記録し、3者凡退に抑えた。 |
| 2008年4月13日 | 東京ヤクルトスワローズ       | 東京ドーム                 | 川端慎吾 | 東京ドーム初の160 km/hを記録した。 |
| 2008年6月1日  | 福岡ソフトバンクホークス     | 福岡Yahoo!JAPANドーム      | 松田宣浩 | 当時、NPB最速となる162 km/hを記録した。 |
| 2008年8月1日  | オールスター第2戦            | 横浜スタジアム             | 日高剛   | 161 km/hを表示してオールスターにおける最高記録を更新。 しかし本塁打を浴び、被本塁打最高球速投手になった。 |

## 詳細情報

### 年度別投手成績
| 年 度      | 球 団      | 登 板 | 先 発 | 完 投 | 完 封 | 無 四 球 | 勝 利 | 敗 戦 | セ 丨 ブ | ホ 丨 ル ド | 勝 率 | 打 者 | 投 球 回 | 被 安 打 | 被 本 塁 打 | 与 四 球 | 敬 遠 | 与 死 球 | 奪 三 振 | 暴 投 | ボ 丨 ク | 失 点 | 自 責 点 | 防 御 率 | W H I P |
| ---------- | ---------- | ----- | ----- | ----- | ----- | -------- | ----- | ----- | -------- | ----------- | ----- | ----- | -------- | -------- | ----------- | -------- | ----- | -------- | -------- | ----- | -------- | ----- | -------- | -------- | ------- |
| 1995       | SD         | 2     | 0     | 0     | 0     | 0        | 0     | 1     | 0        | --          | .000  | 7     | 1.2      | 1        | 0           | 2        | 0     | 0        | 2        | 0     | 0        | 2     | 2        | 10.80    | 1.80    |
| 1997       | SD         | 12    | 0     | 0     | 0     | 0        | 0     | 1     | 0        | --          | .000  | 56    | 11.1     | 14       | 2           | 5        | 0     | 1        | 12       | 1     | 0        | 9     | 9        | 7.15     | 1.68    |
| 1998       | SD         | 2     | 0     | 0     | 0     | 0        | 0     | 0     | 0        | --          | ----  | 8     | 2.1      | 0        | 0           | 1        | 0     | 0        | 2        | 0     | 0        | 0     | 0        | 0.00     | 0.43    |
| 1998       | CIN        | 4     | 0     | 0     | 0     | 0        | 0     | 0     | 0        | --          | ----  | 30    | 5.1      | 7        | 0           | 8        | 0     | 1        | 4        | 2     | 1        | 8     | 8        | 13.50    | 2.81    |
| '98計      | CIN        | 6     | 0     | 0     | 0     | 0        | 0     | 0     | 0        | --          | ----  | 38    | 7.2      | 7        | 0           | 9        | 0     | 1        | 4        | 2     | 1        | 8     | 8        | 9.39     | 2.09    |
| 2004       | COL        | 6     | 0     | 0     | 0     | 0        | 0     | 0     | 0        | 0           | ----  | 32    | 6.0      | 7        | 1           | 10       | 0     | 0        | 3        | 1     | 0        | 4     | 4        | 6.00     | 2.83    |
| 2005       | 横浜       | 55    | 0     | 0     | 0     | 0        | 3     | 2     | 26       | 6           | .600  | 222   | 53.1     | 42       | 2           | 23       | 1     | 0        | 61       | 1     | 0        | 18    | 16       | 2.70     | 1.22    |
| 2006       | 横浜       | 47    | 0     | 0     | 0     | 0        | 2     | 5     | 27       | 4           | .286  | 195   | 48.0     | 38       | 4           | 8        | 1     | 1        | 70       | 4     | 0        | 16    | 16       | 3.00     | 0.96    |
| 2007       | 横浜       | 43    | 0     | 0     | 0     | 0        | 3     | 1     | 31       | 0           | .750  | 178   | 42.1     | 35       | 3           | 15       | 0     | 2        | 65       | 5     | 0        | 14    | 13       | 2.76     | 1.18    |
| 2008       | 巨人       | 61    | 0     | 0     | 0     | 0        | 1     | 4     | 41       | 3           | .200  | 248   | 61.0     | 34       | 1           | 27       | 0     | 3        | 91       | 13    | 0        | 18    | 15       | 2.21     | 1.00    |
| 2009       | 巨人       | 46    | 0     | 0     | 0     | 0        | 1     | 3     | 27       | 1           | .250  | 206   | 50.0     | 36       | 1           | 19       | 0     | 2        | 57       | 4     | 0        | 10    | 7        | 1.26     | 1.10    |
| 2010       | 巨人       | 52    | 0     | 0     | 0     | 0        | 4     | 3     | 25       | 5           | .571  | 216   | 50.2     | 35       | 5           | 29       | 0     | 0        | 73       | 4     | 0        | 25    | 24       | 4.26     | 1.26    |
| MLB：4年   | MLB：4年   | 26    | 0     | 0     | 0     | 0        | 0     | 2     | 0        | 0           | .000  | 133   | 26.2     | 29       | 3           | 26       | 0     | 2        | 23       | 4     | 1        | 23    | 23       | 7.76     | 2.06    |
| NPB：6年   | NPB：6年   | 304   | 0     | 0     | 0     | 0        | 14    | 18    | 177      | 19          | .438  | 1265  | 305.1    | 220      | 16          | 121      | 2     | 8        | 417      | 31    | 0        | 101   | 91       | 2.68     | 1.12    |
| 通算：10年 | 通算：10年 | 330   | 0     | 0     | 0     | 0        | 14    | 20    | 177      | 19          | .412  | 1398  | 332.0    | 249      | 19          | 147      | 2     | 10       | 440      | 35    | 1        | 124   | 114      | 3.09     | 1.19    |

- 各年度の太字はリーグ最高

### タイトル
- 最多セーブ投手：1回 （2008年）

### 表彰
- JA全農Go・Go賞：1回 （救援賞：2007年6月）
- オールスターゲーム優秀選手賞：1回 （2005年第1戦）
- 第1回「速玉賞」受賞（熊野速玉大社による）

### 記録
NPB初記録
- 初登板：2005年4月2日、対中日ドラゴンズ2回戦（ナゴヤドーム）、8回裏に4番手で救援登板、1回1失点
- 初奪三振：同上、8回裏にアレックス・オチョアから空振り三振
- 初ホールド：2005年4月6日、対読売ジャイアンツ2回戦（横浜スタジアム）、9回表に4番手で救援登板、2回無失点
- 初勝利：2005年4月19日、対ヤクルトスワローズ3回戦（明治神宮野球場）、10回裏に4番手で救援登板、2回無失点
- 初セーブ：2005年5月3日、対読売ジャイアンツ4回戦（東京ドーム）、9回裏2死に5番手で救援登板・完了、1/3回無失点

NPB節目の記録
- 100セーブ：2008年5月26日、対北海道日本ハムファイターズ2回戦（東京ドーム）、8回表2死に6番手で救援登板・完了、1回1/3を無失点　※史上18人目
- 全12球団からのセーブ：2008年4月9日、対横浜ベイスターズ2回戦（横浜スタジアム）、9回裏に2番手で救援登板・完了　※史上2人目（最初の達成者は江夏豊）
- 150セーブ：2009年9月19日、対東京ヤクルトスワローズ21回戦（明治神宮野球場）、9回裏に6番手で救援登板・完了、1回無失点　※史上8人目（250試合の達成は史上最速）

NPBその他の記録
- オールスターゲーム出場：4回（2005年 - 2008年）
  - 2005年第2戦、2006年第1戦、2006年第2戦と3試合連続セーブを記録：当時・横浜ベイスターズの牛島和彦監督が持つオールスター記録に並ぶ

### 背番号
- 54 （1995年）
- 32 （1997年 - 1998年途中）
- 33 （1998年途中）
- 48 （2004年）
- 42 （2005年 - 2010年）